# Gaspar Hovic
Jaspaert Heuvich ou Gaspard Heuvick (Audenarde, 1550 - Bari, 1627), mieux connu sous le nom de Gaspar Hovic, est un peintre flamand célèbre en Italie et actif principalement dans les Pouilles (Terre de Bari).

## Œuvres
- San Nicola di Myra in cattedra, 1581, huile sur toile, Minervino Murge (Barletta-Andria-Trani), Église Cappuccini.
- Le Jugement Dernier, 1588, peinture sur bois, Audenarde (Belgique), Stedelijk Museum.
- L'Allégorie de la Justice, 1589, peinture sur bois, Audenarde, Stedelijk Museum.
- La Nativité, 1590-1596, peinture sur cuivre, Turin, Galerie Sabauda.
- L'Adoration des Bergers, 1596, peinture sur toile, Molfetta (Bari), Église San Bernardino.
- L'Archange saint Michel, 1596, peinture sur toile, Molfetta, Église San Bernardino.
- La Vierge des Anges, 1598, huile sur toile, Ruvo di Puglia (Bari), Église Sant'Angelo.
- Sant'Orsola e le compagne, 1602, peinture sur bois, Modugno (Bari), Église San Giuseppe delle Monacelle.
- Marie de Constantinople, 1604, huile sur toile, Polignano a Mare (Bari), Église Sant'Antonio.
- L'Immaculée, 1608, huile sur toile, Acquaviva delle Fonti (Bari), Église Immacolata Concezione.
- L'Adoration des Mages, 1613, huile sur toile, Ruvo di Puglia, Église Sant'Angelo.

### Attributions
- Saint Nicolas de Bari, Corato (Bari), Église Cappuccini.
- La Nativité, environ 1600, fresque, Bari, Église San Giacomo.
- Le Rédempteur, tra il 1602 e il 1608, peinture sur toile, Palo del Colle (Bari), Église Matrice di Santa Maria la Porta (senza firma).
- L'Immaculée, tra il 1602 e il 1608, huile sur toile, Bari, Église Sant'Anna.
- Vierge avec les anges, tra il 1602 e il 1608, peinture sur toile, Bitonto (Bari), Église San Francesco.
- La strage degli Innocenti, peinture sur toile, Bitonto, Église Cristo Re.
- La Vergine con santi, peinture sur toile, Bitonto, Église Cristo Re.

### Galerie

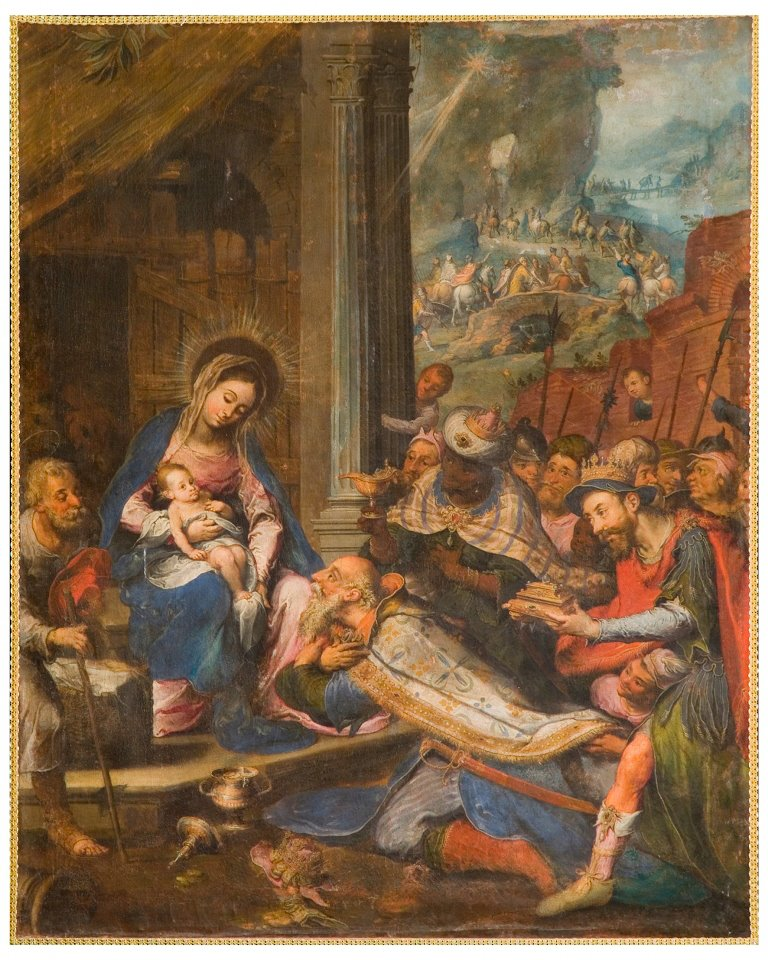
Adorazione dei Magi, 1613, Ruvo di Puglia, Église Sant'Angelo.
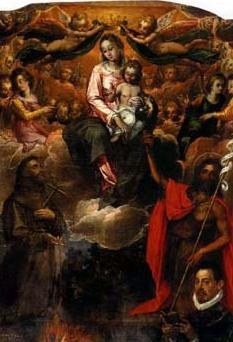
Madonna degli Angeli, 1598, Ruvo di Puglia, Église Sant'Angelo.
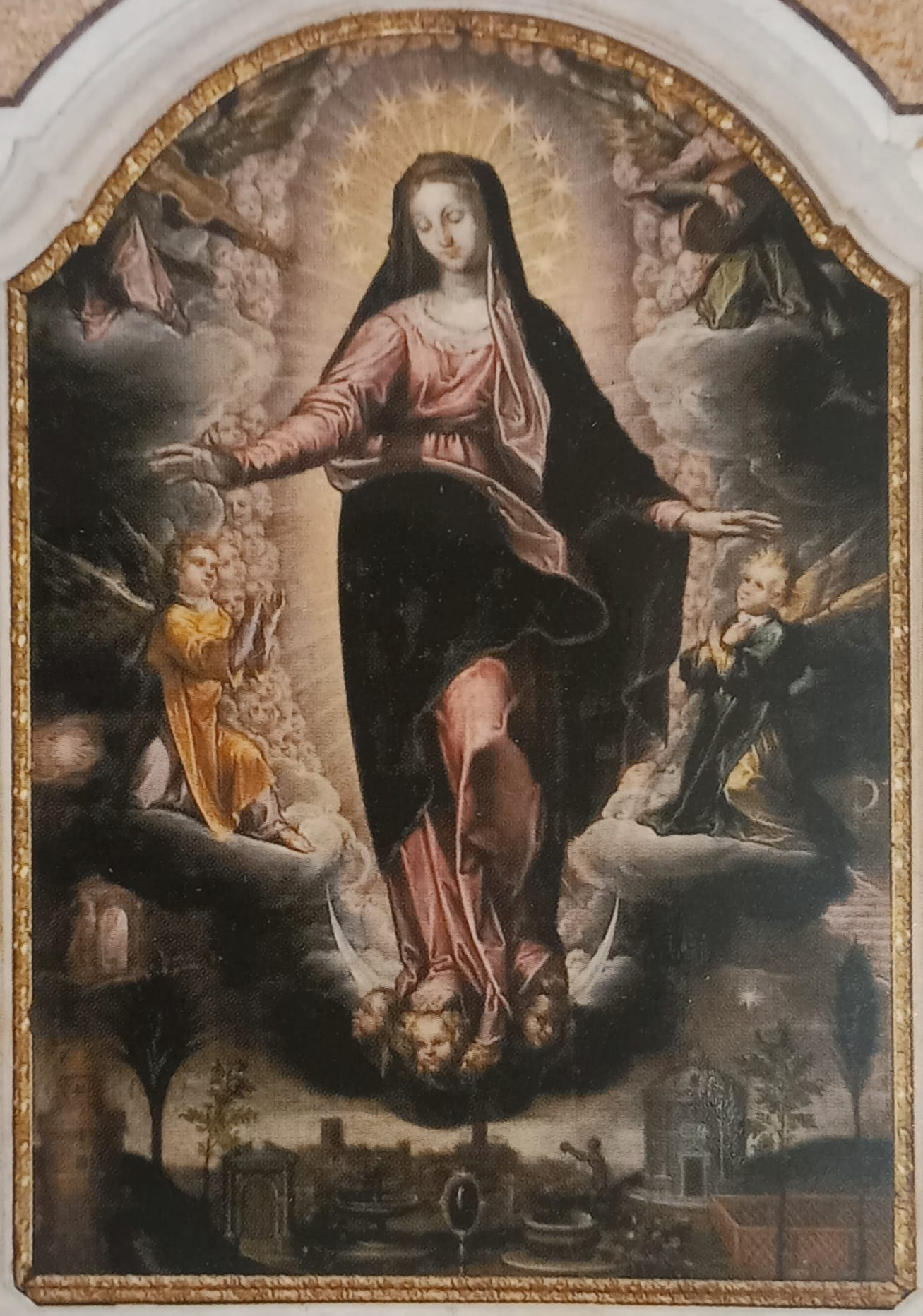
L'Immaculée, 1608, Acquaviva delle Fonti, Église Immacolata Concezione.